# Piper sarawakanum
Piper sarawakanum är en pepparväxtart som beskrevs av C. Dc.. Piper sarawakanum ingår i släktet Piper och familjen pepparväxter. Inga underarter finns listade i Catalogue of Life.